# والتر مولر (عالم)
والتر مولر (بالألمانية: Walther Müller)‏ هو فيزيائي ألماني، ولد في 6 سبتمبر 1905 في هانوفر في ألمانيا، وتوفي في 4 ديسمبر 1979 في والنوت كريك في الولايات المتحدة.